# Басараб II
Басараб ІІ (рум. Basarab al II-lea) — господар Волощини в 1442–1443 роках з династії Басарабів. Батько господара Басараба IV Молодого.
Після перемоги у червні 1442 над османами трансільванський воєвода Янош Гуньяді увійшов до Волощини, де в грудні посадив на трон Басараба ІІ, прогнавши Мірча ІІ. Басараб ІІ визнав залежність від Угорського королівства. За підтримки турків він був швидко скинутий Владом ІІ Дракулом. Був похований 1458 живцем сином Влада ІІ відомим Владом III Дракулом.
Донька Анна одружилась 1482 з Станіславом з Глогова.